# Servandus und Germanus

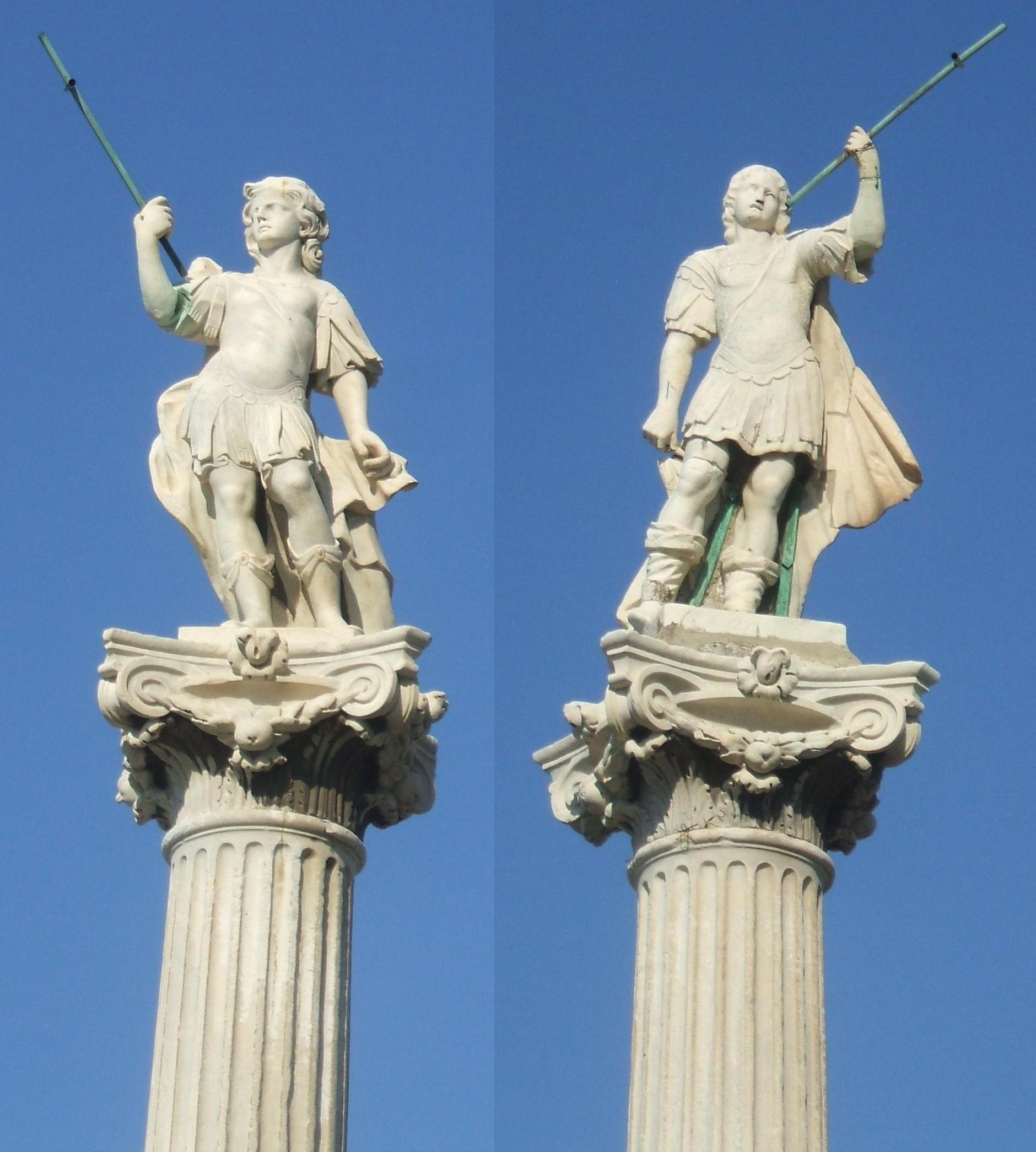
Servandus und Germanus, Cádiz

Servandus und Germanus sind zwei in Spanien verehrte Heiligengefährten aus der Zeit Kaiser Hadrians oder der Diokletianischen Christenverfolgung. Ihr Gedenktag ist der 23. Oktober.

## Vita
Ihre Heiligenvita hat zwei Überlieferungsstränge:
- Gemäß einer Überlieferung waren Servandus und Germanus zwei aus Rom oder dem südspanischen Emerita Augusta (Mérida) stammende Soldaten des römischen Heeres zur Zeit Kaiser Hadrians (reg. 117–138). Sie wurden von ihren Kameraden als Christen denunziert und ins Gefängnis gesperrt, um ihre Überzeugung zu brechen. Irgendwann endete ihre Haft und sie verkündeten ihren Glauben weiterhin mit großem Eifer.
- Eine andere Überlieferung legt ihr Wirken und ihr Martyrium in die Zeit Kaiser Diokletians (reg. 284–305) und seines Präfekten Viator. Dieser unternahm eine Militärexpedition nach Tingis (Tanger) und führte die beiden – barfuß und in Ketten gelegt – mit. Auf dem Marsch wurden sie angeblich bei Gades (Cádiz) erwürgt oder enthauptet.

## Verehrung
Germanus wurde in Mérida und Servandus in Cádiz bestattet. Zu einem unbestimmten Zeitpunkt wurden ihre Gebeine in die Kathedrale von Sevilla verbracht. Weitere Reliquientransfers nach Alcalá de los Gazules und Vejer de la Frontera (beide im 7. Jahrhundert) sind dokumentiert. In allen genannten Orten werden die beiden Heiligen besonders verehrt, aber auch in anderen Orten Spaniens (z. B. in Uruñuela oder Arnedillo) tragen die jeweiligen Hauptkirchen ihr Patrozinium.

## Darstellung
Mittelalterliche Darstellungen der beiden Heiligen sind unbekannt. In neuzeitlichen Darstellungen tragen sie zumeist Soldatenkleidung.